# Heriaeus orientalis
Heriaeus orientalis là một loài nhện trong họ Thomisidae.
Loài này thuộc chi Heriaeus. Heriaeus orientalis được Eugène Simon miêu tả năm 1918.